# Taschenkrebse

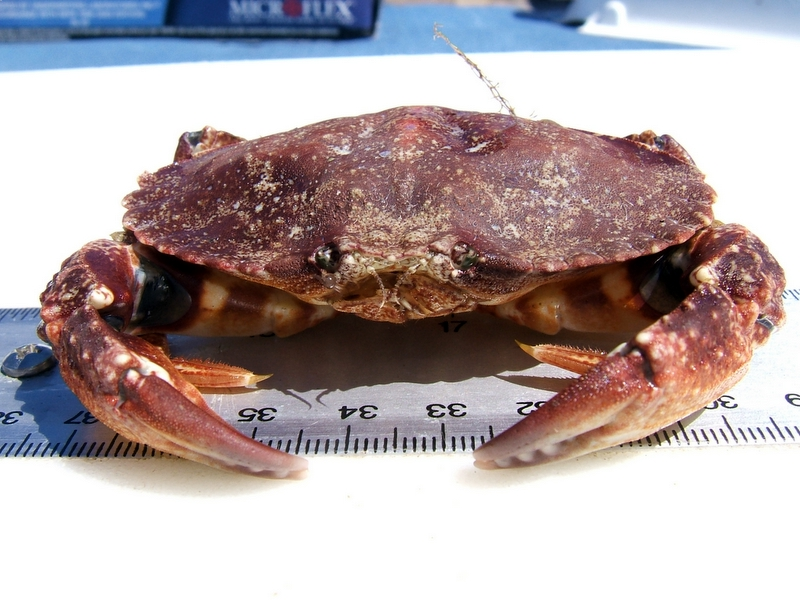
Metacarcinus gracilis

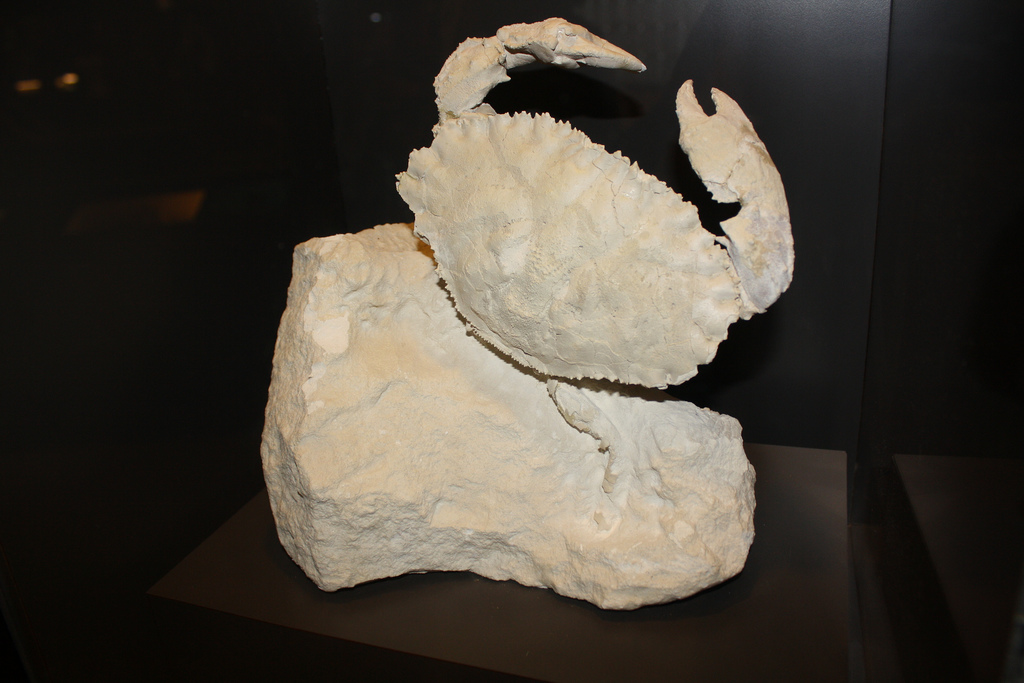
Fossil von Lobocarcinus sismondai aus dem Oligozän

Die Taschenkrebse bzw. Felsenkrabben (Cancridae) bilden eine Familie der Krabben. Sie besteht aus sechs rezenten und elf ausgestorbenen Gattungen und wird taxonomisch in zwei Unterfamilien (Cancrinae und †Lobocarcininae) unterteilt. Ihr bekanntester Vertreter ist der namensgebende Taschenkrebs (Cancer pagurus). Bis zur Revision durch Schweitzer und Feldmann wurden alle lebenden (rezenten) Arten oft in die einzige Gattung Cancer gestellt. Es sind 24 rezente Arten bekannt. Einige Arten werden intensiv befischt und sind von hoher kommerzieller Bedeutung.

## Merkmale
Cancridae sind in der Größe extrem variabel von kleinen Formen wie Glebocarcinus oregonensis (Carapaxbreite bis 27 Millimeter, bis etwa 5 Gramm Körpergewicht) bis hin zu Formen wie dem Taschenkrebs (bis 184 Millimeter Carapaxbreite und etwa 330 Gramm Körpergewicht) und Cancer magister (bis 230 Millimeter Carapaxbreite). Typisch für die Familie ist der breite, ovale bzw. hexagonale Carapax. Er besitzt zwischen den Augenhöhlen 5 kleine Zähnchen (bei Fossilien: 4 bis 6) und an seinem vorderen seitlichen Rand jeweils mehr als 8 durch Spalten getrennte Zähne. Die einzelnen Regionen des Carapax können deutlich bis sehr undeutlich ausgeprägt sein. Ebenso reicht die Oberflächenbeschaffenheit des Carapax von grob körnig bis vollkommen glatt. Das Sternum ist typischerweise schmal, bei Männchen sind die Sternite 3 bis 5 oft verschmolzen. Die erste Antenne (Antennula) ist längs gefaltet. Der basale Teil der zweiten Antenne ist länger als breit, der distale Abschnitt (Flagellum) kurz und mehr oder weniger behaart. Die Scherenfinger sind gebogen und mit Kielen versehen, die kleine Dornen oder Körnchen tragen können. Sie sind in ihrer Gestalt sehr unterschiedlich von kurz und gebogen bis lang und schlank. Die letzten Beinpaare (Peraeopoden) sind je nach Art unterschiedlich, aber niemals als Schwimmbeine ausgebildet.

## Entwicklung
Männliche Taschenkrebse suchen Weibchen, die sie anschließend gegenüber anderen Männchen verteidigen. Sie werden wahrscheinlich durch ein vom Weibchen abgegebenes Pheromon angelockt. Die Paarung erfolgt unmittelbar nach einer Häutung des Weibchens bei noch nicht ausgehärtetem Carapax. Eier der Cancridae besitzen einen Durchmesser von etwa 300 bis 500 Mikrometer, der unabhängig von der Körpergröße der Adulti ist. Sehr von der Körpergröße abhängig ist hingegen die Zahl der Eier, die zwischen knapp 20.000 beim kleinen Glebocarcinus oregonensis bis hin zu über zweieinhalb Millionen beim Taschenkrebs schwankt. Wie typisch für Krabben, werden die Eier an den Pleopoden angeklebt und umhergetragen. Meist werden sie aber vor dem Schlupf abgelegt, oft in eine selbst gegrabene Höhlung. Alle Arten entwickeln sich, nach einem nur wenige Minuten lebenden Protozoea-Stadium, über fünf frei schwimmende Zoea-Larven, die in etwa 30 bis 60 Tagen durchlaufen werden, und eine Megalopa-Larve zu Jungkrabben. Die meisten Arten durchlaufen dann bis zum geschlechtsreifen Tier noch 9 bis 11 Stadien, wofür sie ein bis zwei Jahre benötigen (der kleinen Glebocarcinus oregonensis reicht ein halbes Jahr). Für die großen Arten wird eine maximale Lebensspanne von acht Jahren angegeben.

## Ökologie
Cancridae sind bodenlebende (benthische) Arten, die vom Gezeitenwatt bis in mittlere Meerestiefen (etwa 900 Meter) vorkommen. Sie leben auf Substraten aller Art, von Felsen bis hin zu Sand und Schlick. Sie gelten als Allesfresser (omnivor). Wichtigste Beute der meisten Arten sind Mollusken und andere Krebse. Es kommt sowohl im Freiland als auch bei Haltung zu Kannibalismus.

## Verbreitung
Cancridae leben in kalten (borealen) bis warm-temperaten Meeresgebieten. In arktischen Gewässern kommt keine Art mehr vor. In warmen Meeren scheint eine Wassertemperatur von 24 °C die obere Grenze für ein Vorkommen zu markieren. So kommt nur eine Art im Golf von Mexiko, und auch hier nur an der Westküste von Florida, vor. An der Pazifikküste kommen sie bis zur Kalifornischen Halbinsel, und dann wieder entlang der Küste Südamerikas, bis zur Magellanstraße vor. 
Die Gattungen Anatolikos und Glebocarcinus sind Endemiten des Nordpazifik. Cancer s. s. und Metacarcinus kommen im gesamten Nordpazifik bis zum südöstlichen Pazifik und im Nordatlantik vor, eine Art von Metacarcinus findet man in Neuseeland. Romaleon kommt in der Zirkum-Nordpazifischen Region vor, eine Art ist bis in die südöstliche Pazifik-Region verbreitet. Die Gattung Platepistoma ist nur aus dem Indopazifik bekannt.

## Nutzung
Zur Nutzung des Taschenkrebses vgl. dort. Wichtigste genutzte Art in Amerika ist Cancer magister mit einer Jahresfangmenge von etwa 16 Millionen Kilogramm mit einem Handelswert von ca. 5,5 Millionen Dollar. Die anderen pazifischen Arten werden von Freizeitfischern genutzt, ihr Fang macht insgesamt nicht mehr als 1 % der Gesamtfangmenge aus.

## Fossile Arten
Fossile Cancridae sind seit dem mittleren Eozän belegt. Das primäre Verbreitungsgebiet von †Lobocarcininae war das Tethysmeer, bis auf eine Art sind alle aus dieser Region bekannt.

## Innere Systematik
Die Familie der Taschenkrebse wird in zwei Unterfamilien unterteilt, die sich anhand der Zähnchen zwischen den Augenhöhlen unterscheiden lassen. Die der ausgestorbenen Lobocarcininae besitzen stets eine gerade Anzahl, während die Cancrinae deren fünf vorweisen. Folgende Gattungen der Taschenkrebse sind bisher beschrieben worden:
Unterfamilie Cancrinae Latreille, 1802
- Anatolikos Schweitzer & Feldmann, 2000. Zwei rezente Arten (und eine fossile), endemisch in Japan.
- Cancer Linnaeus, 1758
- Glebocarcinus Nations, 1975. Zwei rezente Arten im Nordpazifik.
- Metacarcinus A. Milne-Edwards, 1862
- Platepistoma Rathbun, 1906. Die rezenten Arten in der indopazifischen Region. Acht lebende Arten[11].
- Romaleon Gistel, 1848

- †Anisospinos Schweitzer & Feldmann, 2000 Die Arten stammen aus dem Miozän und Eozän der USA, eine miozäne aus Japan
- †CeronnectesDe Angeli & Beschin, 1998
- †Cyclocancer Beurlen, 1958
- †Microdium Reuss, 1867
- †Notocarcinus Schweitzer & Feldmann, 2000
- †Santeecarcinus Blow & Manning, 1996
- †Sarahcarcinus Blow & Manning, 1996

Unterfamilie †Lobocarcininae Beurlen, 1930
- †Lobocarcinus Reuss, 1857
- †Miocyclus Müller, 1978
- †Tasadia Müller, in Janssen & Müller, 1984